# Jan Melis
Jan Melis (Beringen, 4 april 1902 - Borgerhout, 21 juni 1974) was een Belgisch schrijver en uitgever. 

## Levensloop
Jan L.P. Melis werd geboren op 4 april 1902 in Beringen als zoon van schrijver Hubert Melis. Hij volgt er Latijn-Grieks en gaat later naar College Hasselt en het Sint Bergmans College in Diest. In 1927 trouwde hij met Elisa Ariën (Paal, 1901 - Antwerpen, 1983). In 1930 werd in Hasselt dochter Godelieve geboren. Net als haar vader bouwde zij een literaire loopbaan uit. Het gezin woonde aan de Martelarenlaan te Hasselt. Vanaf 1922 was Melis beambte bij het provinciebestuur Limburg. Maar hij zou zich intussen meer en meer gaan toeleggen op het schrijven van poëzie en jeugdtoneel. Aan het einde van de Tweede Wereldoorlog wordt Jan Melis uit zijn functie in het provinciebestuur verwijderd en gearresteerd op verdenking van collaboratie.

### Literaire carrière
In 1926 verschijnt bij de Brusselse uitgeverij Créoen zijn debuutbundel Rythmen en melodieën. Verzen. Tussen 1927 en 1933 vloeien verschillende toneelwerkjes voor de jeugd uit zijn pen, maar de meeste van zijn dichtbundels komen uit in de periode 1938-1949. En zijn poëzie wordt zijn belangrijkste werk.
In 1949 richt hij– met zetel te Borgerhout – het éénmansuitgeverijtje Het Fonteintje op dat jeugd- en kinderboeken uitgeeft. 
Vanaf de vijftiger jaren schrijft Jan Melis uitsluitend nog voor de jeugd. Zijn boekjes verschijnen bij zijn eigen uitgeverij Het Fonteintje die in 1962 wordt Het Fonteintje overgenomen door de Hasseltse uitgeverij Heideland, maar het eigen imprint zal door hem tot in 1973 verder geleid worden. Daarnaast is hij in die periode ook medewerker van het Hessenhuis.   
Auteurs die debuteerden bij Het Fonteintje zijn onder andere Jan Vercammen, Gregor Boude, Albe, Gaston van Camp, Godelieve Melis, Guido Staes, Ria Scarphout en René Streulens.    
Jan Melis overleed in 21 juni 1974 in Borgerhout na langdurige ziekte.
Een bloemlezing uit zijn poëzie werd in 1991 gepubliceerd door Emmy Swerts onder de titel Jan Melis.

## Belangrijkste werken
Poëzie
- 1926 - Rythmen en melodiëen.Verzen. (poëziebundel)
- 1938 - Zang en tegenzang. (poëziebundel)
- 1940 - Con sordino. (poëziebundel)
- 1940 - Intocht. (poëziebundel)
- 1943 - Roep. (poëziebundel)
- 1946 - Purperen bloei. (poëziebundel)
- 1948 - Scaduwland. Gedichten. (poëziebundel)
- 1949 - Van jaar tot jaar. Gedichten. (bloemlezing)
Toneel
- 1927 - Asschepoes: sprookje in drie bedrijven. (toneel)
- 1928 - De wraak der Alvermannekens. Fantastische spel in twee tafereelen. (toneel)
- 1930 - Genoveva. Drama in drie bedrijven. (toneel)
- 1930 - Het kerstfeest: kerstspel in drie bedrijven. (toneel)
- 1930 - Het looze visschertje: toneelschets in één bedrijf. (toneel)
- 1933 - De schoone slaapster. Sprookje in acht tafereelen. (toneel)
- 1933 - De waterdoktor (esculapenwijsheid) Uilenspiegel-klucht in één bedrijf. (toneel)